# فريدريش كيسلر
فريدريش كيسلر (بالألمانية: Friedrich Kessler)‏ هو محامي وأستاذ جامعي أمريكي وألماني، ولد في 25 أغسطس 1901 في هشينغن في ألمانيا، وتوفي في 21 يناير 1998 في بيركيلي في الولايات المتحدة.